# 도리사
도리사는 경상북도 구미시 해평면 송곡리 냉산에 있는 절이다. 대한불교 조계종 제8교구 본사인 직지사의 말사. 아도와 관련된 창건설화가 있으며, 417년 창건되어 이 절이 신라 최초의 사찰이라 전하여지고 있다.

## 개요
신라 눌지왕 24년에 고구려의 고승 아도 화상이 신라에 불교를 처음 전하며 창건한 가람이라고 불리는 천년고찰 구미 도리사. 고려 때까지 사찰의 면모를 유지해 온 도리사는 그러나 임진왜란 이후 사격이 기울다가 화마로 대웅전과 전각이 소실됐다.
이후 조선 영조 5년(1729) 인근 금당암으로 사찰을 옮겨 중창한 뒤 순조 23년(1823)에 조사전을 중건하고, 고종 12년(1875)에 극락전을 중수했다. 근래에 들어서는 1920년 아도화상 진영을 조성했고, 1982년 세존사리탑에서 발견된 사리를 봉안하기 위한 적멸보궁을 신축했다.
한편 이와 더불어 도리사 경내에는 지난 1996년 1월20일 경상북도문화재자료 제318호로 지정된 '도리사 극락전'이 자리 잡고 있다. 이 전각은 1870년 중건한 경복궁 근정전 공포와 방식이 비슷해 조선후기 건축의 특징이 잘 드러나 있어 중요한 문화재로 평가받고 있다. 특히 1600년대 조성된 목조아미타여래좌상이 봉안돼 있는 도리사 극락전 외벽 양쪽에는 금강역사(金剛力士)가 그려져 있어 눈길을 끈다.